# Клайн-Харрас
Клайн-Харрас (нем. Klein-Harras) — посёлок в Австрии, в федеральной земле Нижняя Австрия.
Входит в состав округа Гензерндорф. Население 350 чел. Занимает площадь 9,2 км². Официальный код — 30838.